# Anthemis alpestris
Anthemis alpestris là một loài thực vật có hoa trong họ Cúc. Loài này được (Hoffmanns. & Link) R.Fern. mô tả khoa học đầu tiên năm 1975.